# Anjuj (affluente dell'Amur)
L'Anjuj (anche conosciuto com Onjuj o Dondon) è un fiume della Russia siberiana estremo orientale (kraj di Chabarovsk), affluente di destra dell'Amur.
Ha origine dal versante nordoccidentale della catena montuosa dei Sichotė-Alin'; nell'alto corso scorre con direzione mediamente settentrionale, con caratteristiche di fiume montano; nel medio e basso corso mantiene invece direzione occidentale, scorrendo in una valle piuttosto larga con sponde basse e in qualche caso paludose. Presso la foce nell'Amur si divide in alcuni bracci secondari. Il principale tributario del fiume è la Manoma, confluente dalla destra idrografica.
Il fiume è gelato nei mesi invernali, approssimativamente da novembre ad aprile; la piena annuale è estiva, a causa delle abbondanti piogge di lontana origine monsonica.